# Ластовський Вацлав Устинович
Вацлав Юсти́нович Ласто́вский (біл. Вацлаў Устынавіч Ластоўскі; 1883 — 23 січня 1938) — білоруський письменник, громадський і політичний діяч, академік (1928), історик, філолог, директор Білоруського державного музею, глава уряду Білоруської Народної Республіки. Звинувачений у справі «Союзу визволення Білорусі», засуджений до заслання, розстріляний.

## Життєпис
Народився у колишньому маєтку Колесників (Глибоцький район).
Був активістом Білоруської соціалістичної громади, редакційним секретарем газети «Наша Ніва» (з 1909), входив до складу керівництва партії «Хрысціянская злучнасць», редактором-видавцем газети Гоман (1916-1918), був головою Кабінету Міністрів БНР.
Ластовський виступав проти радянської влади та польської окупації за незалежну й цілісну Білорусь. На початку 1920-их років він відвідав низку країн Західної Європи, де агітував за ідею незалежності Білорусі. З квітня 1927 року працював директором Білоруського державного музею, завідувачем кафедрою етнографії при Інституті білоруської культури, секретарем Білоруської академії наук. Досліджував стародавню білоруську історію, літературу й походження назви Білорусь. Автор історичних літературних творів, оповідань, спогадів і статей про відомих діячів білоруського національного відродження. Перекладав білоруською мовою твори класиків російської, англійської, польської та данської літератури.
21 липня 1930 разом з іншими видатними діячами науки й культури Білорусі заарештований Томським ГПУу справі так званого «Союзу визволення Білорусі».
6 грудня 1930 постановою РНК БРСР позбавлений звання академіка (відновлено в 1990). 10 квітня 1931 засуджений до заслання на 5 років за межі БРСР до Саратова, де працював завідувачем відділу рідкісної книги й рукописів бібліотеки Саратовського університету. На початку 1938 року повторно заарештований в Саратові й 23 січня розстріляний.
Реабілітований у 1958 та 1988.